# Драшенброн-Бирленбак
Драшенбро́н-Бирленба́к (фр. Drachenbronn-Birlenbach) — коммуна на северо-востоке Франции в регионе Гранд-Эст (бывший Эльзас — Шампань — Арденны — Лотарингия), департамент Нижний Рейн, округ Агно-Висамбур, кантон Висамбур. До марта 2015 года коммуна административно входила в состав упразднённого кантона Сульц-су-Форе (округ Висамбур).
Площадь коммуны — 7,13 км², население — 963 человека (2006) с тенденцией к стабилизации: 877 человек (2013), плотность населения — 123,0 чел/км².

## Население
Население коммуны в 2011 году составляло 962 человека, в 2012 году — 919 человек, а в 2013-м — 877 человек.
| 1962 | 1968 | 1975 | 1982 | 1990 | 1999 | 2006 | 2008 | 2011 | 2012 | 2013 |
| ---- | ---- | ---- | ---- | ---- | ---- | ---- | ---- | ---- | ---- | ---- |
| 621  | 730  | 754  | 859  | 870  | 862  | 963  | 955  | 962  | 919  | 877  |

Динамика населения:

## Экономика
В 2010 году из 643 человек трудоспособного возраста (от 15 до 64 лет) 538 были экономически активными, 105 — неактивными (показатель активности 83,7 %, в 1999 году — 73,7 %). Из 538 активных трудоспособных жителей работали 514 человек (325 мужчин и 189 женщин), 24 числились безработными (9 мужчин и 15 женщин). Среди 105 трудоспособных неактивных граждан 35 были учениками либо студентами, 25 — пенсионерами, а ещё 45 — были неактивны в силу других причин.